# Gäddhån
Gäddhån är en sjö i Älvdalens kommun i Dalarna och ingår i Dalälvens huvudavrinningsområde. Sjön har en area på 0,106 kvadratkilometer och ligger 485 meter över havet. Sjön avvattnas av vattendraget Horrmundsvallen (Björnån).

## Delavrinningsområde
Gäddhån ingår i det delavrinningsområde (682409-136235) som SMHI kallar för Inloppet i Ransi. Medelhöjden är 487 meter över havet och ytan är 33,34 kvadratkilometer. Räknas de 5 avrinningsområdena uppströms in blir den ackumulerade arean 72,22 kvadratkilometer. Horrmundsvallen (Björnån) som avvattnar avrinningsområdet har biflödesordning 3, vilket innebär att vattnet flödar genom totalt 3 vattendrag innan det når havet efter 496 kilometer. Avrinningsområdet består mestadels av skog (66 procent) och sankmarker (27 procent). Avrinningsområdet har 0,11 kvadratkilometer vattenytor vilket ger det en sjöprocent på 0,3 procent.